# 段贞
段贞（?—?），元朝大臣，又名那海，元成宗时中书平章政事。
元世祖至元年间，官至大都留守，主持开河、修仓。元成宗即位后，他和范文虎一起监理疏浚通惠河。元贞二年（1296年），担任中书省平章政事，大德七年（1303年），因为朱清、张瑄贿赂案发，他和平章政事赛典赤伯颜、中书省左丞迷而火者、中书省右丞合剌蛮子、参知政事张斯立一起被罢职。大德九年（1305年）以大司徒再次出任中书省平章政事，死后谥号武宣。